# يان جورني
يان جورني (بالبولندية: Jan Górny)‏ (14 أغسطس 1907 – 7 مايو 1945) هو ملاكم بولندي راحل، مثّل بلاده في الألعاب الأولمبية الصيفية 1928.

## روابط خارجية
يان جورني على موقع أوليمبيديا (الإنجليزية)
- يان جورني على موقع اللجنة الأولمبية البولندية (مؤرشف) (البولندية)